# Mycena overholtsii
Mycena overholtsii es una especie de hongo basidiomiceto de la familia Mycenaceae. 

## Características
La forma del sombrero (píleo) es convexa y los ejemplares maduros tienen en la parte central una protuberancia similar a un pesón, llegan a medir entre 1,5 a 5 centímetros de diámetro, la superficie es lisa y húmeda y de color amarronado claro a grisáceo. el tallo es grueso y de un color marrón rosado, el pie está cubierto de pelos blancos, no se tiene información sobre si estos hongos son comestibles. Se los encuentra en América del Norte, en las altas montañas, cerca de los bancos de nieve, donde crecen agrupados sobre troncos de pinos caídos o restos de hojas caídas de Pseudotsuga.